# Penepodium luteipenne
Penepodium luteipenne är en biart som först beskrevs av Fabricius 1804.  Penepodium luteipenne ingår i släktet Penepodium och familjen grävsteklar. Inga underarter finns listade i Catalogue of Life.